# Parc naturel de Hirschwald
Le parc naturel de Hirschwald est une zone non habitée de Bavière (Allemagne), située dans l'arrondissement d'Amberg-Sulzbach, dans le district du Haut-Palatinat.